# 酒井啓亘
酒井 啓亘（さかい ひろのぶ、1963年10月1日 - ）は、日本の法学者。専門は国際法。早稲田大学教授、京都大学名誉教授。

## 略歴
- 北海道札幌南高等学校卒業、京都大学法学部卒業、京都大学大学院法学研究科修士課程公法専攻修了（指導教授は杉原高嶺）を経て
- 1992年4月 - 京都大学大学院法学研究科助手（～1993年3月）
- 1993年4月 - 神戸大学大学院国際協力研究科助教授（～2002年3月）
- 1996年7月 - ジュネーブ国際問題高等研究所PSIO客員研究員（～1998年6月）
- 2000年4月 - 在オランダ日本国大使館専門調査員（～2002年3月）
- 2002年4月 - 神戸大学大学院国際協力研究科教授（～2005年3月）
- 2005年4月 - 京都大学大学院法学研究科教授
- 2021年10月 - 京都大学法科大学院長

## 所属学会

### 国内
- 国際法協会日本支部 Japan Branch of the International Law Association
- 世界法学会 World Law Association
- 国際法学会 Japanese Society of International Law

### 海外
- （アメリカ）American Society of International Law
- （ヨーロッパ）European Society of International Law
- （イギリス）International Law Association

## 主著
- （杉原高嶺）『国際法基本判例50』（三省堂、2010年）
- （寺谷広司・西村弓・濵本正太郎）『国際法』（有斐閣、2011年）

他多数。